# HD 68988 c
HD 68988 c es un exoplaneta ubicado aproximadamente a 192 años luz de distancia en la constelación de la Osa Mayor, que orbita la estrella HD 68988. Los parámetros, incluidos el período y la excentricidad, son muy inciertos. Inicialmente se creyó que el semieje mayor estaba a 5.32 UA con un período orbital de 4100 ± 7300 días (11 años). La órbita planetaria se redefinió significativamente en 2021.